# Nodo atrioventricolare
Il nodo atrioventricolare (NAV), altrimenti detto Nodo di Aschoff-Tawara, è il relè del sistema di conduzione del cuore.
Lo storico articolo sull'identificazione di questa importante struttura del sistema elettrico del cuore risale al 1906.
Il NAV è posto anatomicamente tra l'apertura del Seno coronarico anteriormente e inferiormente l'inserzione della valvola tricuspide, sul suo lato settale. Un importante punto di repere del NAV è rappresentato dal vertice del triangolo di Koch.
L'apporto ematico della giunzione AV dipende dall'arteria coronaria discendente posteriore nel 90% dei casi.
Il nodo è una losanga ovale, di 6x2mm per 3mm di spessore. È formato da cellule cardiache modificate, di colore pallido, con disposizione aggrovigliata. Dal suo polo anteriore ha origine il fascio di His, che porta lo stimolo alla contrazione nel ventricolo.
La funzione di relais del NAV consiste nel rallentare la frequenza del Nodo senoatriale (NAS), così da far contrarre i ventricoli qualche frazione dopo gli atri.

## Controllo nervoso
Il cuore ha la capacità di contrarsi autonomamente, ma è noto che riceva impulsi nervosi che modulano questa intrinseca attività.
A livello del NAV il sistema simpatico aumenta la velocità di trasmissione dell'impulso, mentre il parasimpatico la rallenta.
Le catecolamine del simpatico quindi aumentano la velocità di conduzione (effetto dromotropo), aumentano l'eccitabilità del miocardio comune (effetto batmotropo), aumentano la forza di contrazione (effetto inotropo) e aumentano la frequenza cardiaca (effetto cronotropo).
L'acetilcolina ha l'effetto opposto.
In caso di non funzionamento del NSA, il NAV non ha la capacità di supplirlo. In tal caso il pacemaker potrà essere un punto qualunque lungo tutto il sistema di conduzione, ma più frequentemente il fascio di His prima della biforcazione.